# Kasteel Lauwereyssens

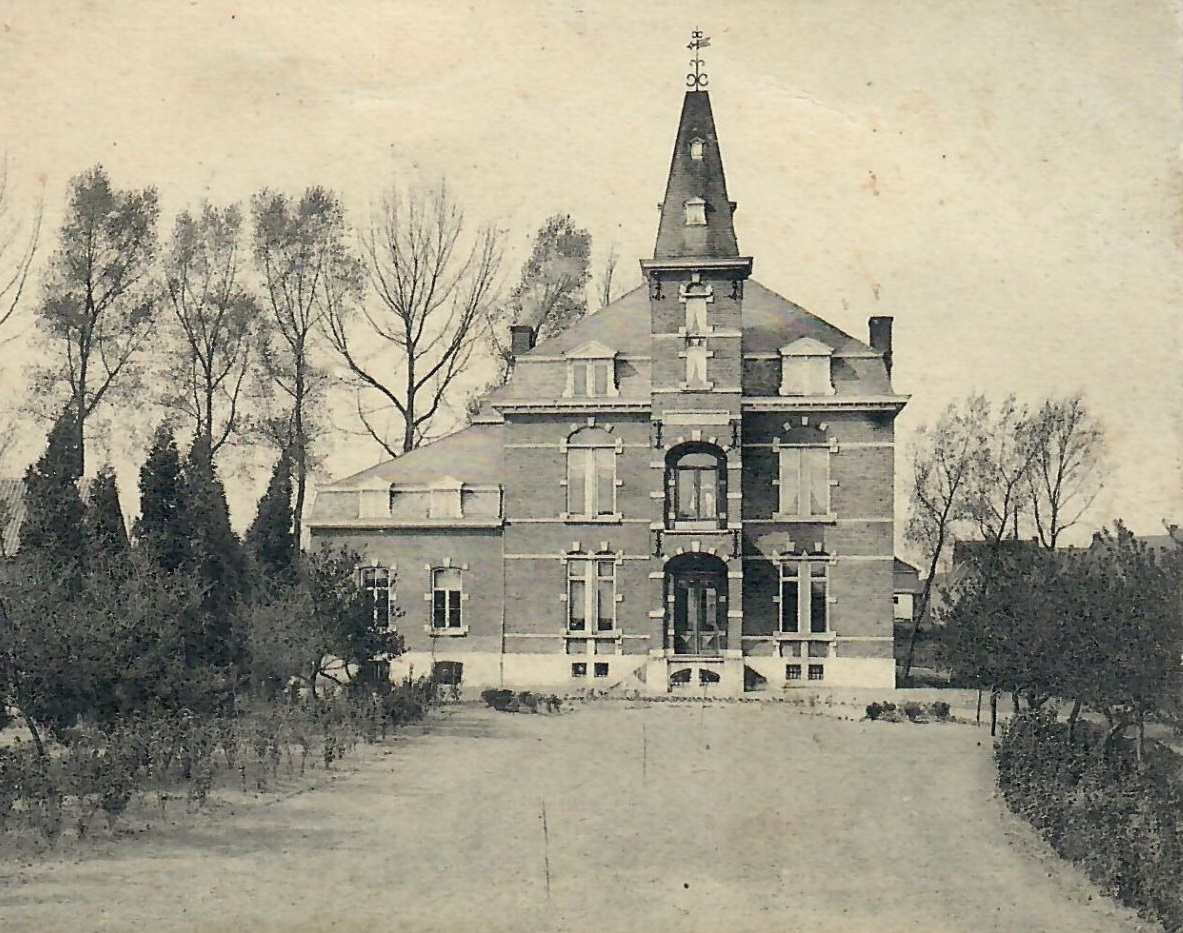

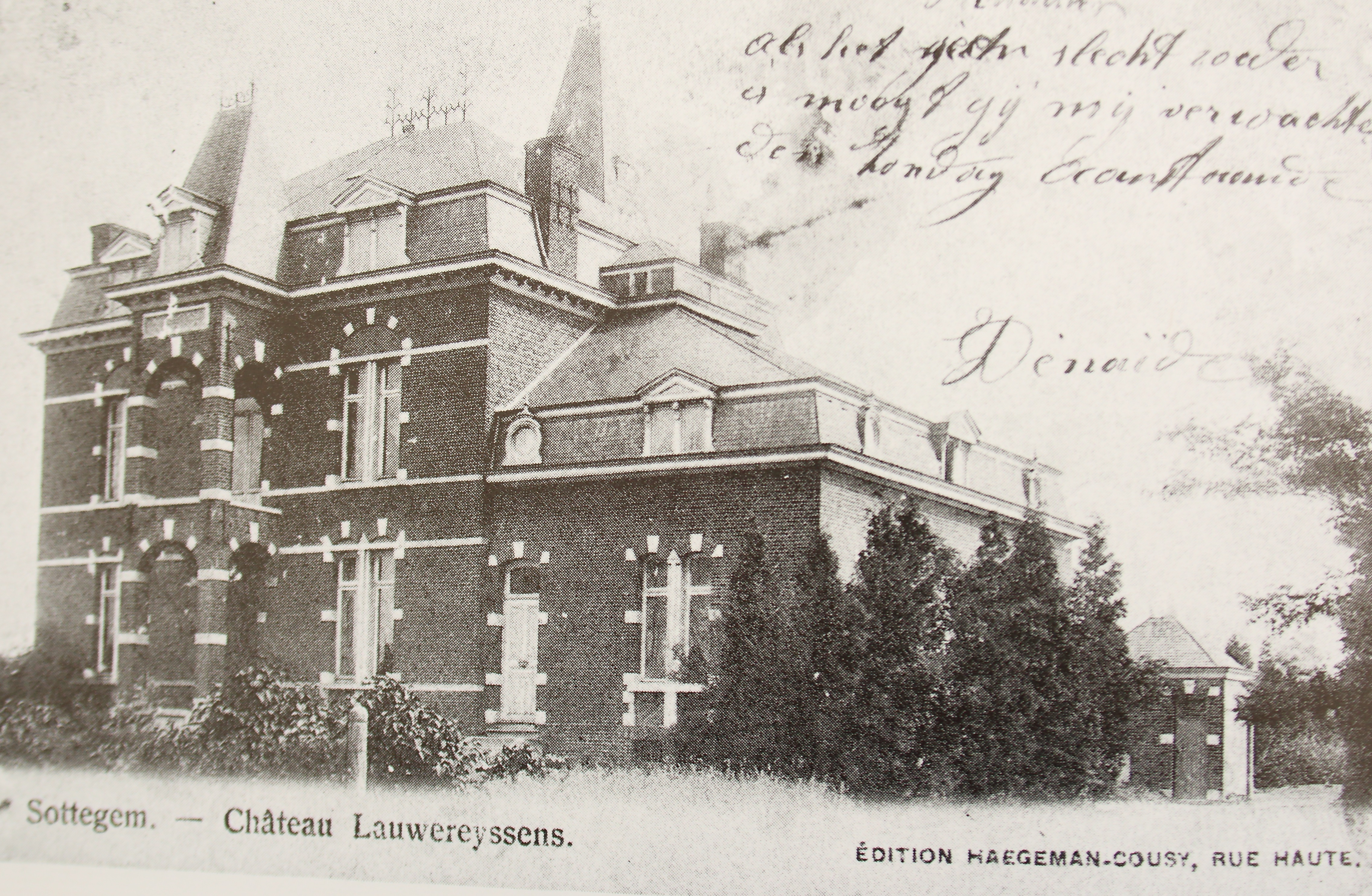

Kasteel Lauwereyssens (ook Lauwereissens) was een villa aan de Broeder Marèslaan in de Belgische stad Zottegem. De villa met tuin werd rond 1900 gebouwd in Vlaamse neorenaissance voor mr. Lauwereyssens, voormalig katholiek provincieraadslid en oud-burgemeester van Steenhuize-Wijnhuize. De villa in bak- en natuursteen (de stenen werden voor de bouw ter plaatse gebakken) had een vierkante toren en een open balkon op de eerste verdieping. Twee zijtrappen leidden naar de portiek. Vanaf 1963 werd de belastingdienst in de villa ondergebracht. In 1979 werd het gebouw gesloopt voor de verbreding van de straat.